# Piancogno
Piancogno är en ort och kommun i provinsen Brescia i regionen Lombardiet i Italien. Kommunen hade 4 696 invånare (2018).